# HD73101
HD73101 — хімічно пекулярна зоря спектрального класу B9, що має видиму зоряну величину в смузі V приблизно  9,4.
Вона  розташована на відстані близько 2280,8 світлових років від Сонця.

## Пекулярний хімічний склад
Зоряна атмосфера HD73101 має підвищений вміст 
Eu
.